# 马赛尔·加香
马赛尔·加香（法語：Marcel Cachin，1869年9月20日—1958年2月12日）是法国工人运动领袖，法国共产党的创始人之一。

## 生平
1869年9月20日出生在法国西部布列塔尼大区潘波勒小镇。父亲是退伍军人，祖籍热尔省，当过镇上的警察。母亲则是布列塔尼人，曾经作过纺纱女工。1879年，加香在老师的帮助下进入了圣布里厄寄宿学校。
他后来毕业于波尔多大学文学院哲学系。1891年底加入了茹尔·盖得领导的法国工人党。从1893年起，他先后担任法国工人党的基层支部书记和《纪龙德省社会主义者》周刊责任编辑，同时为《社会主义问题》周刊撰稿，笔名“布列塔尼人”。1902年，法国工人党与布朗基派等组成法兰西社会党。1905年，法兰西社会党又与改良派的法国社会党合并为工人国际法国支部。从1906年起，他担任工人国际法国支部宣传部代表。1911年，保尔·拉法格去世后，加香接替他担任《人道报》总编辑。1918年起任《人道报》社长，直至1958年逝世。
1920年12月，以马赛尔·加香为首的工人国际法国支部多数派组成了法国共产党，后加入共产国际。1927年4月至1928年4月，加香因反对法国政府发动对摩洛哥的战争而被监禁。出狱继续领导《人道报》，曾一度成为法国第三大日报。1935年当选为塞纳省参议员，成为法国第一个共产党派参议员。1939年9月二战爆发后，共产党被政府视为非法组织。加香转入地下，继续出版工作。
1958年2月12日，加香在塞纳省舒瓦西勒鲁瓦镇与世长辞。葬礼于2月15日14点30分举行。随后安葬在巴黎拉雪兹神父公墓。
孙女弗朗索瓦丝后来成为了历史学家。